# Вольф, Джулия
Джулия Вольф (англ. Julia Wolfe; род. 18 декабря 1958 года, Филадельфия, штат Пенсильвания) — американский композитор, лауреат Пулитцеровской премии за выдающееся музыкальное произведение 2015 года — ораторию Anthracite Fields. Ассоциированный профессор Steinhardt School of Culture, Education, and Human Development Нью-Йоркского университета. Лауреат стипендии Мак-Артура (2016).
Родилась в еврейской семье.
Окончила Университет штата Мичиган. В качестве одного из основных влияний на свою музыку указывает Led Zeppelin.
Является лауреатом многочисленных музыкальных наград, в том числе Американской академии искусств и литературы, Фонда современного перформанса (Foundation for Contemporary Performance Art) и программы Фулбрайта. Выступала во многих странах мира.
Вместе со сверстниками-композиторами Майклом Гордоном (англ. Michael Gordon) и Дэвидом Лангом (англ. David Lang) организовала музыкальный проект Bang on a Can, который реорганизовался в группу Bang on a Can All-Stars.